# Nitrato de estaño(IV)
El nitrato de estaño(IV) es una sal de estaño y ácido nítrico. Es un sólido blanco volátil que sublima a 40 °C en vacío. A diferencia de otros nitratos, reacciona con el agua para producir dióxido de nitrógeno.

## Estructura
Es estructuralmente muy similar al nitrato de titanio(IV), con la única diferencia importante de que el enlace Sn-O (2,161 Å) es ligeramente más largo que el enlace Ti-O (2,068 Å).

## Producción
Se preparó por primera vez en la década de 1960. Al añadir cloruro de estaño(IV) al pentóxido de dinitrógeno a -78 °C, se produjo nitrato de estaño(IV) y cloruro de nitrilo:
SnCl4 + 4 N2O5 → Sn(NO3)4 + 4 NO2Cl
Los intentos de preparar este compuesto haciendo reaccionar óxido de estaño(II) y ácido nítrico dieron como resultado la formación de hidróxido de nitrato de estaño (II). 

## Reacciones
Este compuesto es sensible al agua, por lo que se hidroliza en óxido de estaño(IV) y dióxido de nitrógeno. El nitrato de estaño(IV) reacciona con el anhídrido del ácido trifluoroacético para producir (NO2+)2[Sn(OOCCF3)62−], que es una sal de nitronio. Con ácido trifluoroacético se produce un compuesto similar solvatado con dicho ácido. 
También reacciona con anhídrido acético o ácido acético para producir acetato de estaño (IV) y con óxido nítrico para producir oxinitrato de estaño(IV).
La reacción del nitrato de estaño(IV) con trifenilfosfina y trifenilarsina produce dinitrato de dinitrotina(IV) bis(difenilfosfonato) y dinitrato de dinitrotina(IV) bis(difenilarsonato).